# Brouwerij De Geest (Moorsele)

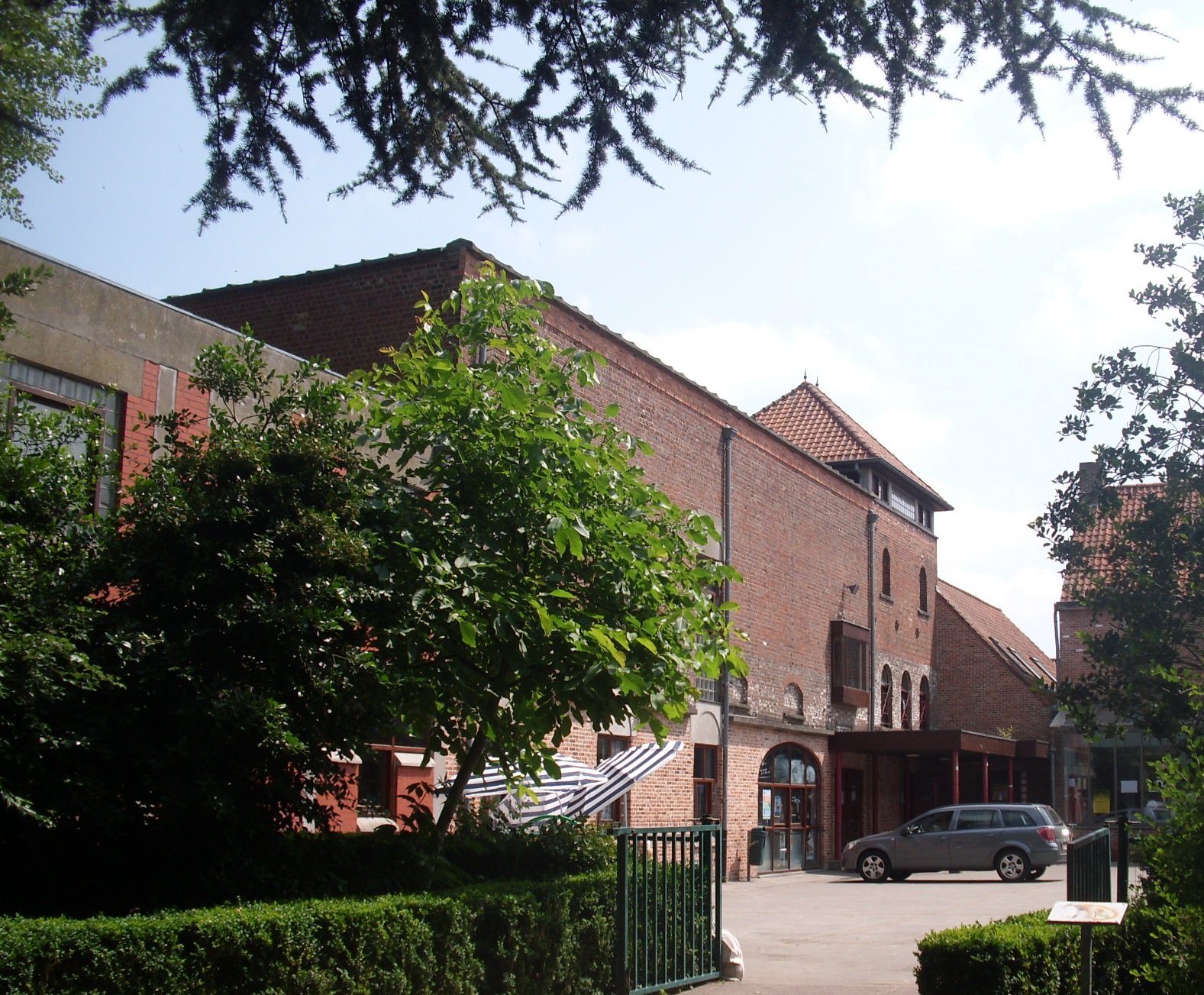
De voormalige mouterij kreeg een publieke functie.

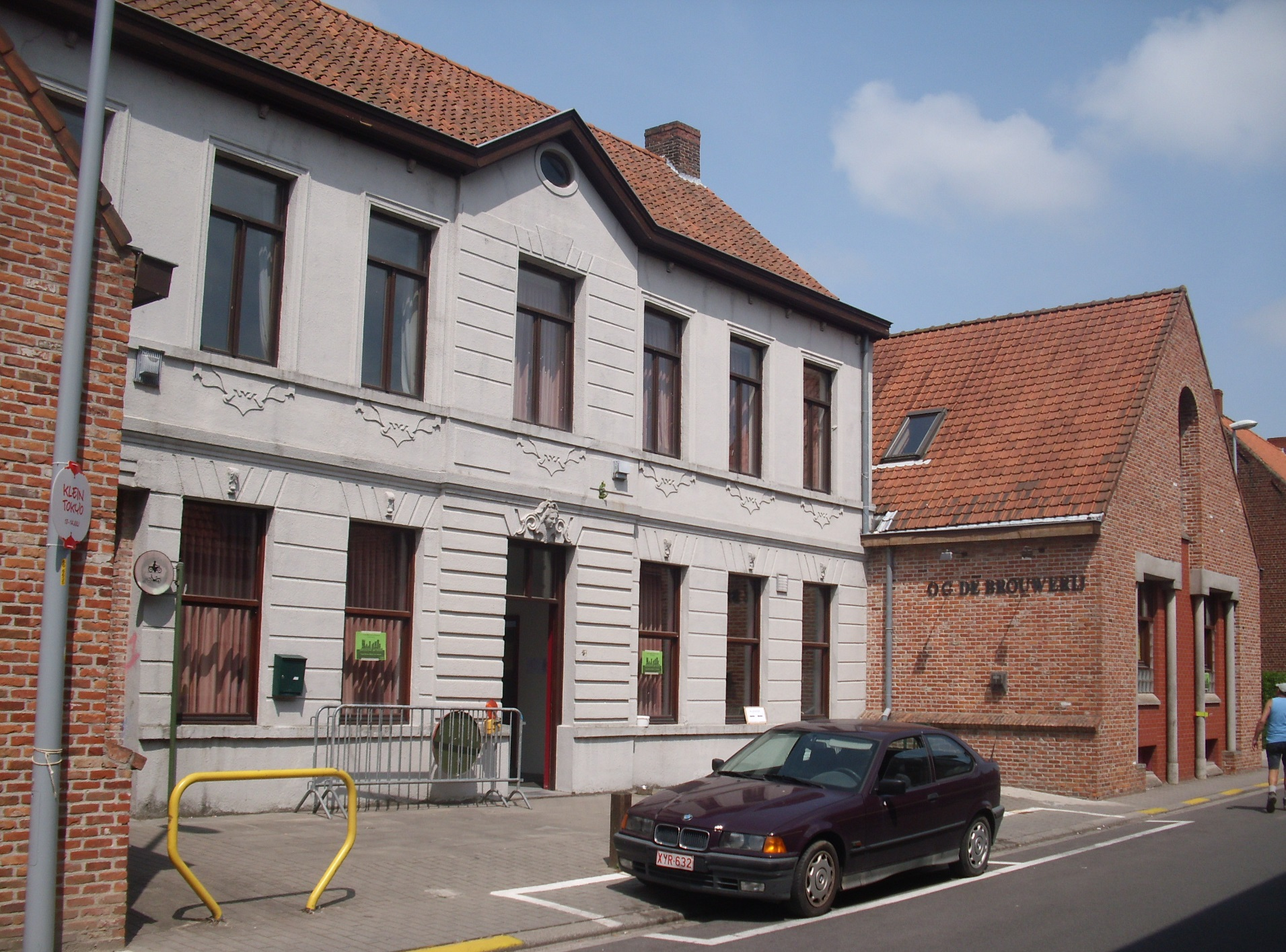
De straatzijde.

Brouwerij De Geest of het Ontmoetingscentrum De Brouwerij is een voormalige Belgische bierbrouwerij in de gemeente Moorsele, heden een deelgemeente van het West-Vlaamse Wevelgem.
Deze brouwerij was gelegen in de Ieperstraat en werd voor het eerst vermeld in 1812. In 1869 werd ze uitgebreid met een mouterij. De brouwersactiviteit stopte in 1932, de mouterij werd gesloten in 1968.
In 1984 werd de gebouwen aangekocht door de gemeente Wevelgem en grondig gerenoveerd. De voormalige brouwerswoning, de twee vleugels en de binnenkoer kregen een publieke functie. Het "Ontmoetingscentrum De Brouwerij" werd geopend in 1992, tijdens de bestuursperiode van burgemeester Gilbert Seynaeve. De lokalen en de binnenkoer worden verhuurd aan verenigingen en groeperingen.
Ook de kinderopvang Mokoi en  Chiro Oltegoare Moorsele heeft er zijn thuisbasis.